# Roland Ulvselius
Bert Ove Roland Ulvselius, född 21 augusti 1973 i Kulladals församling, Malmöhus län, är en svensk manusförfattare.

## Filmografi

### Manus
- 2010 – Välkommen åter (TV-serie)
- 2022 – Herr Talman (TV-serie)
- 2023 – Ture Sventon och jakten på Ungdomens källa (TV-serie)
- 2023 – Trolltider – legenden om bergatrollet (TV-serie)
- 2023 – Ture Sventon och den magiska lampan (TV-serie)